# (612149) 2000 CJ105
(612149) 2000 CJ105 est un transneptunien faisant partie des cubewanos. Il pourrait mesurer environ 280 km de diamètre.